# Carapaces
Pour les articles homonymes, voir carapace.
Carapaces est le premier volume de la série Les Terres creuses de François et Luc Schuiten. Il met en scène les mondes des Terres Creuses. 

### Documentation
- Rodolphe,, « Le Guide des dix meilleures rééditions : Carapaces », dans Jean-Luc Fromental (dir.), L’Année de la bande dessinée 81/82, Paris, Temps Futurs, 1982, p. 56.